# Congrès de Saint-Louis de 1904
Le Congrès de Saint-Louis de 1904 (ou Congrès universel des arts et des sciences de Saint-Louis) se tint à Saint-Louis, au Missouri, du 19 au 26 septembre 1904. L'évènement eut lieu durant la tenue de l'Exposition universelle qui fut présentée dans cette ville la même année. Le huitième congrès géographique international y a également tenu une session finale.

## Contenu et participants
De par la diversité des thèmes qui y furent abordés de même que la notoriété des participants, ce fut l'un des plus importants congrès scientifiques du début du XXe siècle . Les Actes du congrès furent publiés en huit volumes de 1905 à 1907 avec les thèmes suivants:
- I Histoire du congrès par l'éditeur; Plan scientifique du congrès; Philosophie et mathématiques;
- II Histoire de la politique et de l'économie; Histoire du droit; Histoire de la religion;
- III Histoire du langage, Histoire de la littérature, Histoire de l'art;
- IV Physique, Astronomie, Chimie, Sciences de la terre;
- V Biologie, Anthropologie, Psychologie, Sociologie;
- VI Médecine, Technologie;
- VII Économie, Politique, Jurisprudence, Sciences sociales;
- VIII Éducation, Religion[3].

Parmi les scientifiques de grand renom, on note la participation d'Henri Poincaré, Ludwig Boltzmann, et Paul Langevin. Poincaré et Boltzmann présentèrent leur conférence dans la section de mathématiques appliquées, plus précisément, le domaine de la physique mathématique. Celle de Poincaré s'intitula : L'état actuel et l'avenir de la physique mathématique dont le texte fut par la suite publié dans  La Revue des idées.